# Elymnias erastus
Elymnias erastus är en fjärilsart som beskrevs av Grose-smith 1894. Elymnias erastus ingår i släktet Elymnias och familjen praktfjärilar. Inga underarter finns listade i Catalogue of Life.